# Martin Prinz (Straftäter)
Martin Prinz (* 1976 in Regensburg) ist ein verurteilter deutscher Straftäter. Er wurde 2005 bekannt, nachdem er rückfällig wurde und erneut einen Jungen missbraucht und getötet hat. Daraufhin entbrannte eine öffentliche Diskussion, ob jugendliche Straftäter nach Verbüßen ihrer Haft in Sicherungsverwahrung genommen werden sollen. Heute verbüßt er eine lebenslange Freiheitsstrafe.

## Leben
Prinz stammt aus einer einfachen Familie, wuchs in Regensburg auf und engagierte sich dort in einer katholischen Kirchengemeinde als Ministrant. Er besuchte die Hauptschule und verließ diese 1992 nach neun Jahren. Anschließend absolvierte er in einem Supermarkt eine Ausbildung zum Einzelhandelskaufmann.
Bundesweit wurde Prinz bekannt, da nach seiner Tat am 17. Februar 2005 an einem neunjährigen Münchner Jungen eine öffentliche Debatte darüber entbrannte, ob die Sicherungsverwahrung nicht auch für jugendliche Straftäter ermöglicht werden sollte.
Bereits 10 Jahre vorher tötete Prinz den elfjährigen Ministranten Tobias H. in Regensburg. Diesem lauerte er neben einer Regensburger Kirche auf, lockte ihn hinter das Pfarrhaus und beabsichtigte, den Jungen zu missbrauchen. Als dieser sich zur Wehr setzte und schrie, stach Prinz mit einem Butterfly-Messer 70-mal auf sein Opfer ein.
Martin Prinz wurde daraufhin zu neun Jahren Jugendhaft verurteilt und in die Justizvollzugsanstalt Stadelheim eingewiesen. Er wurde nach dem Jugendstrafrecht verurteilt, da ihm eine verzögerte Entwicklung bescheinigt wurde.
Während seiner Haft lernte er Peter A. kennen, den Vater seines späteren Opfers. Auch als Häftling blieb er auffällig, ein Gutachten aus dem Jahr 2002 weist Pädophilie nach, die allerdings nicht die Steuerungsfähigkeit beeinträchtigt. Am 8. April 2004 wurde Martin Prinz entlassen. Das abschließende Gutachten stufte ihn als „gefährlich“, aber nicht psychisch krank ein.
Nach seiner Entlassung nahm er wieder Kontakt zu seinem ehemaligen Mithäftling und inzwischen Vertrauten, dem Vater von Peter, auf. Die Familie und er waren eng befreundet. Prinz wurden sogar die Kinder zur Beaufsichtigung anvertraut. 10 Monate nach seiner Entlassung fing Prinz sein Opfer auf dem Heimweg von der Schule ab. Es war der Tag des Halbjahreszeugnisses.
Er verbrachte den Jungen mit der Begründung, seine Mutter sei beim Arzt, in die Einrichtung, in der er lebte. Dort fing er an, Peter A. sexuell zu belästigen. Als Peter sich wehrte und anfing zu weinen, erstickte er ihn mit einer zuvor eigens für die Tat beschafften Mülltüte und ließ ihn in seinem Zimmer liegen.
Die Eltern waren inzwischen bereits auf der Suche nach Peter und Prinz bot sogar seine Hilfe an. Als er nach mehreren Stunden vermeintlicher Suche wieder in sein Zimmer zurückkehrte, missbrauchte er den Leichnam des Jungen mehrfach und entsorgte die Leiche anschließend im Müllcontainer.
Einen Tag später wurde er verhaftet und gestand die Tat sofort, inklusive genauer Schilderung des Tathergangs.
Seine erste Tat führte Prinz im Alter von 16 Jahren aus, wie er in der Therapie in der JVA gestand. In einem Schwimmbad wollte er einen Jungen missbrauchen, wurde aber von einem anderen Badegast gestört.
Prinz verbüßt seine Haftstrafe im Maßregelvollzug in der niederbayerischen Stadt Straubing.